# Chrysophyllum welwitschii
Chrysophyllum welwitschii är en tvåhjärtbladig växtart som beskrevs av Adolf Engler. Chrysophyllum welwitschii ingår i släktet Chrysophyllum och familjen Sapotaceae. Inga underarter finns listade i Catalogue of Life.